# Thomisus congoensis
Thomisus congoensis là một loài nhện trong họ Thomisidae.
Loài này thuộc chi Thomisus. Thomisus congoensis được miêu tả năm 1957 bởi Comellini.